# 歐文山 (維多利亞地)
77°38′S 162°16′E / 77.633°S 162.267°E
歐文山（Mount Irvine），是南極洲的山峰，位於維多利亞地，處於沃格勒峰和赫恩峰之間，海拔高度2,067米，以奧塔哥大學校長命名，現時由南極條約體系管理。